# Козићи
Козићи су насељено мјесто у општини Рогатица, Република Српска, БиХ. Према попису становништва из 1991. у насељу је живјело 98 становника.

## Историја
Овде је ликвидирано више српских цивила 4. и 5. јула 1992. године током рата.

## Становништво
| Демографија | Демографија | Демографија |
| Година      | Становника  | Становника  |
| ----------- | ----------- | ----------- |
| 1991.       | 98          |             |